# Cletus Spuckler
Cletus Spuckler (o Kletus Spuckler), también conocido como Cleto Spuckler en Hispanoamérica, es un personaje de la serie de televisión Los Simpson. Cletus representa el estereotipo estadounidense conocido como hillbilly o redneck, que en español puede traducirse como una persona rural e inculta que vive apartada de la ciudad en condiciones de baja economía familiar, y con una familia muy numerosa (hasta treinta hijos).

## Información general
Cletus Spuckler es un granjero de aspecto rudo. Tiene el pelo castaño, bigote corto, un ojo de vidrio, un tatuaje de una serpiente y una calavera en el brazo izquierdo y siempre aparece vestido con vaqueros y camiseta interior y en un episodio se menciona que en su mano derecha le faltan 3 dedos. En el episodio Vigilancia con amor (2010), él admite ser zoofílico, pero no quiere reducir el cargo de los policías.
Es pobre, vive en el campo y está casado con su hermana Brandine con la que tiene 31 hijos: Gummy Sue, Tiffany, Heather, Cody, Dylan, Dermot, Jordan, Taylor, Brittany, Wesley, Rumer, Scout, Cassidy, Zoe, Chloe, Max, Hunter, Rubella, Scabies, Kendall, Caitlin, Noah, Sasha, Morgan, Kyra, Ian, Lauren, Q-bert, Nando, Condoleezza Marie, y Phil. En Hispanoamérica: Sabina, Honoria, Tránsito, Higinio, Ufano, Hilario, Jacinta, Cándido, Teodosia, Cástulo, Gervasia, Epifanio, Gaudelia, Eufemio, Eustaquio, Brígida, Melitón, Leonila, Nicanor, Martina, Régulo, Teodora, Teódulo, Tiburcio y Celso. 
Además de los mencionados hijos, en el episodio de la novena temporada, Lost Our Lisa (1998), cuando Lisa se pierde en un colectivo porque quería ir a ver la exposición de Isis, mientras caminaba por la ruta camino a Springfield se encuentra a Cletus mientras este estaba levantando animales atropellados, cuando ve que Lisa llega dice: "¡¡¡Es mío!!!", se refería a una mofeta, entonces le dice a Brandine: "Qué buen banquete de bodas tendremos...". Después de hablar unos segundos con Lisa nuevamente le grita a Brandine: "Tú no te preocupes y sigue dando a luz a ese bebé".

## Relación con Brandine
En el episodio Alone Again, Natura-Diddily (2000), mientras estaban besándose en la camioneta de Cletus (que él llama Cleta) dice: "¿Cachis, Cletus, por qué has "aparcao" ande mis viejos?" a lo que Cletus responde: "Ya lo sabes, porque también son los míos". Luego en There's Something About Marrying (2005), Homer que se había convertido en ministro de la Iglesia, los estaba casando. Episodios más adelante Brandine le dice a Cletus: "Eres el mejor esposo e hijo que una mujer puede pedir", y Cletus afirma que Brandine ha sido la mejor "esposa, hermana y madre que ha tenido", lo que hace dudar sobre su relación consanguínea.

## Nombre
En Behind the Laughter (2000), el apellido que se da a Cletus es "Del Roy", pero luego en Sweets and Sour Marge (2002), cuando Marge estaba juntando firmas para eliminar el azúcar de Springfield, la firma que se lee es "Cletus Spuckler", la cual es sumamente trabajada, en letra cursiva, y muy parecida a la de John Hancock. Luego en Marge vs. Singles, Seniors, Childless Couples and Teens, and Gays (2004), su nombre aparece en un informativo como Cletus Spuckler. En el videojuego The Simpsons Hit & Run de 2003, la cabaña de Cletus aparece con la inscripción "Spuckler". En All's Fair in Oven War (2004), Brandine aparece con el apellido "Nolastname" que significa "Sin apellido".
- Datos: Q1511072